# Alessia Bulleri
Alessia Bulleri (Portoferraio, 19 juli 1993) is een wielrenster en veldrijdster uit Italië.
In 2010 reed Bulleri op de Olympische Jeugdzomerspelen bij de wegrace met het Italiaanse gemengde wegteam, waar ze de zilveren medaille behaalden.
In 2018 wint ze het eindklassement van de Coppa Italia, een Italiaanse veldrit.
Op het Italiaans kampioenschap veldrijden wordt Bulleri sinds 2016 viermaal derde.

## Palmares

### Veldrijden

#### Resultatentabel elite
| Seizoen   |    | WK | EK | IK |    | Klassementen | Klassementen | Klassementen | Klassementen | Klassementen |       | UCI- ranking |  | Podia | Podia | Podia | Aantal crossen |
| Seizoen   | WB | WK | EK | IK | SP | Trofee       | TOI          | Swiss        | Goud         | Zilver       | Brons | UCI- ranking |  |       |       |       | Aantal crossen |
| --------- | -- | -- | -- | -- | -- | ------------ | ------------ | ------------ | ------------ | ------------ | ----- | ------------ |  | ----- | ----- | ----- | -------------- |
| 2023-2024 |    | –  | –  | –  |    | –            | –            | –            | –            | –            |       | -            |  | -     | 2     | -     | 2              |
| 2024-2025 |    |    |    |    |    |              |              |              |              |              |       |              |  |       |       | 1     | 1              |
| Totaal    |    | –  | –  | –  |    | –            | –            | –            | –            | –            |       | –            |  | -     | 2     | 1     | 3              |

#### Podiumplaatsen elite
| Legenda                       |
| ----------------------------- |
| Wereldkampioenschappen        |
| Continentale kampioenschappen |
| Nationale kampioenschappen    |
| Wereldbeker                   |
| Superprestige                 |
| Trofee                        |
| Overige veldritten            |

| Nr.           | Seizoen       | Datum            | Veldrit                                    | Cat.          | Wedstrijdserie   |       |
| Overwinningen | Overwinningen | Overwinningen    | Overwinningen                              | Overwinningen | Overwinningen    |       |
| 2e plaatsen   | 2e plaatsen   | 2e plaatsen      | 2e plaatsen                                | 2e plaatsen   | 2e plaatsen      |       |
| ------------- | ------------- | ---------------- | ------------------------------------------ | ------------- | ---------------- | ----- |
| 1.            | 2023-2024     | 18 november 2023 | Grand Prix X-Bionic Samorin dag 1, Samorin | C2            | Losse cross (#1) | [ 6 ] |
| 2.            | 2023-2024     | 19 november 2023 | Grand Prix X-Bionic Samorin dag 2, Samorin | C2            | Losse cross (#2) | [ 7 ] |
| 3e plaatsen   |               |                  |                                            |               |                  |       |
| 1.            | 2024-2025     | 6 oktober 2024   | GP Citta' Di Tarvisio, Tarvisio            | C2            | Losse cross (#1) | [ 8 ] |